# Savaş Yılmaz
Savaş Yılmaz (* 1. Januar 1990 in Sürmene) ist ein türkischer Fußballspieler.

## Karriere

### Verein
Yılmaz begann mit dem Vereinsfußball in der Jugend von Zeytinburnuspor und erhielt 2005 einen Profivertrag, spielte aber eineinhalb Spielzeiten weiterhin ausschließlich für die Jugendmannschaft. Zur Rückrunde der Spielzeit 2006/07 wurde er in den Profikader aufgenommen und kam in seiner ersten Spielzeit auf acht Ligaeinsätze. 2007 wechselte er als Profispieler zum Erstligisten Kayserispor. Hier spielte er vier Saisons überwiegend als Ersatzspieler.
Zur Saison 2011/12 wechselte er zum Süper-Lig-Aufsteiger Samsunspor, saß aber auch hier überwiegend auf der Ersatzbank. 
Im Frühjahr 2012 wurde sein Wechsel zum Zweitligisten Boluspor bekanntgegeben. Nach einer Saison in Bolu wechselte Yılmaz zu 1461 Trabzon. Mit 1461 Trabzon musste er nach der Saison 2013/14 absteigen, schaffte aber in der folgenden Saison den direkten Wiederaufstieg mit seiner Mannschaft. Nach dem Aufstieg wechselte er zu Manisaspor.
In der Sommertransferperiode 2017 wechselte er zum Ligarivalen Adana Demirspor.

### Nationalmannschaft
Yılmaz durchlief von der türkischen U-16 bis zur türkischen U-21 nahezu alle Jugendnationalmannschaften der Türkei.

## Erfolge
Mit 1461 Trabzon
- Play-off-Sieger der TFF 2. Lig und Aufstieg in die TFF 1. Lig: 2014/15

Mit Manisaspor
- Meister der TFF 2. Lig und Aufstieg in die TFF 1. Lig: 2015/16